# Ервін Катнич
Ервін Катнич (хорв. Ervin Katnić, серб. Ервин Катнић, 2 вересня 1921, Спліт — 4 січня 1979, там само) — югославський футболіст, що грав на позиції півзахисника за клуб «Хайдук» (Спліт).
Дворазовий чемпіон Югославії. Чемпіон Хорватії.

## Клубна кар'єра
У футболі дебютував 1942 року виступами за команду «Хайдук» (Спліт), кольори якої і захищав протягом усієї своєї кар'єри гравця, що тривала одинадцять років. За цей час двічі виборював титули чемпіона Югославії і чемпіона Хорватії.

## Виступи за збірну
Був присутній в заявці збірної на чемпіонаті світу 1950 року у Бразилії, але на поле не виходив.
Помер 4 січня 1979 року на 58-му році життя у місті Спліт.

## Титули і досягнення
- Чемпіон Югославії (2):

«Хайдук» (Спліт): 1950, 1952
- Чемпіон Хорватії (1):

«Хайдук» (Спліт): 1946